# 西敏斯特神学院
西敏斯特神学院（Westminster Theological Seminary，或译威斯敏斯特神学院 / 惠斯敏特神学院），位於美国宾夕法尼亚州，是美国一家长老会和改革宗的神学院。该神学院历来珍视其严格的学术水准。学校所有理事和教员都必须同意西敏斯特信仰信条和西敏斯特大小教理问答的神学立场。
当普林斯顿神学院被新派神学侵入后，梅钦（Gresham J. Machen）遂离开此神学院，于1929年建立西敏斯特神学院，旨在继承普林斯顿神学院的神学传统，并向自由派神学宣战。至今仍然与新派神学争战。
著名神学家范泰尔（Cornelius Van Til）、Geerhardus Vos、约翰·慕理（John Murray）曾在这里任教。
40°05′56″N 75°10′34″W / 40.099°N 75.176°W